# Songs for Sanity
Songs for Sanity è il secondo album in studio del chitarrista statunitense John 5, pubblicato nel 2005 per la Shrapnel Records.

## Tracce
1. Damaged – 3:04
2. Soul of a Robot – 3:34
3. Gein with Envy – 2:07
4. Sin – 4:08
5. Behind the Nut Love – 1:43
6. Blues Balls – 3:28
7. Fiddler's – 3:12
8. Gods and Monsters – 4:10
9. 2 Die 4 – 4:06
10. Death Valley – 3:57
11. Perineum – 5:07
12. Denouement – 4:17

## Recensioni
- DeBaser: Recensioni scritte da chi vuole Voto: 3/5
- Ondalternativa.it Voto: 4/5
- Disintegration.it Voto: 6